# Elezioni generali in Spagna del 1986
Le elezioni generali in Spagna del 1986 si tennero il 22 giugno per il rinnovo delle Corti Generali (Congresso dei Deputati e Senato). Esse videro la vittoria del Partito Socialista Operaio Spagnolo di Felipe González, che fu confermato Presidente del Governo.

## Risultati

### Congresso dei Deputati
| Liste                                                | Voti       | %     | Seggi |
| ---------------------------------------------------- | ---------- | ----- | ----- |
| Partito Socialista Operaio Spagnolo                  | 8 901 718  | 44,06 | 184   |
| Coalizione Popolare (AP-PDP-PL)                      | 5 247 677  | 25,97 | 105   |
| Centro Democratico e Sociale                         | 1 861 912  | 9,22  | 19    |
| Convergenza e Unione                                 | 1 014 258  | 5,02  | 18    |
| Sinistra Unita                                       | 935 504    | 4,63  | 7     |
| Partito Nazionalista Basco                           | 309 610    | 1,53  | 6     |
| Herri Batasuna                                       | 231 722    | 1,15  | 5     |
| Comitato per l'Unità dei Comunisti                   | 229 695    | 1,14  | –     |
| Partito Riformista Democratico                       | 194 538    | 0,96  | –     |
| Euskadiko Ezkerra                                    | 107 053    | 0,53  | 2     |
| Partito Andalusista                                  | 94 008     | 0,47  | –     |
| Sinistra Repubblicana di Catalogna                   | 84 628     | 0,42  | –     |
| Coalizione Galiziana                                 | 79 972     | 0,40  | 1     |
| Partito Socialista dei Lavoratori                    | 77 914     | 0,39  | –     |
| Partito Aragonese Regionalista                       | 73 004     | 0,36  | 1     |
| Gruppi Indipendenti delle Canarie                    | 65 664     | 0,33  | 1     |
| Unione Valenciana                                    | 64 403     | 0,32  | 1     |
| Partito dei Comunisti di Catalogna                   | 57 107     | 0,28  | –     |
| Partito Socialista Galiziano - Sinistra Galiziana    | 45 574     | 0,23  | –     |
| Falange Española de las JONS                         | 43 449     | 0,22  | –     |
| Unificazione Comunista di Spagna                     | 42 451     | 0,21  | –     |
| Unità del Popolo Valenciano                          | 40 264     | 0,20  | –     |
| Assemblea Canaria - Sinistra Nazionalista Canaria    | 36 892     | 0,18  | –     |
| I Verdi                                              | 31 909     | 0,16  | –     |
| Lista Alternativa Verde                              | 29 567     | 0,15  | –     |
| Vertice Spagnolo Rivendicacazione Sviluppo Ecologico | 28 318     | 0,14  | –     |
| Unità Popolare Repubblicana                          | 27 473     | 0,14  | –     |
| Blocco Nazionalista Galiziano                        | 27 049     | 0,13  | –     |
| Partito Operaio Socialista Internazionalista         | 21 853     | 0,11  | –     |
| Altri <0,10%                                         | 76 547     | 0,38  | –     |
| Voti in bianco                                       | 121 186    | 0,60  | –     |
| Totale                                               | 20 202 919 | 100   | 350   |

### Senato
| Liste                               | Seggi |
| ----------------------------------- | ----- |
| Partito Socialista Operaio Spagnolo | 124   |
| Coalizione Popolare                 | 63    |
| Convergenza e Unione                | 8     |
| Partito Nazionalista Basco          | 7     |
| Centro Democratico e Sociale        | 3     |
| Herri Batasuna                      | 1     |
| Gruppi Indipendenti delle Canarie   | 1     |
| Sinistra Unita                      | 1     |
| Asamblea Majorera                   | 1     |
| Totale                              | 208   |